# Dustin Ackley
Pour les articles homonymes, voir Ackley.
Dustin Michael Ackley (né le 26 février 1988 à Winston-Salem, Caroline du Nord, États-Unis) est un voltigeur et joueur de deuxième but de la Ligue majeure de baseball.

## Carrière

### Mariners de Seattle

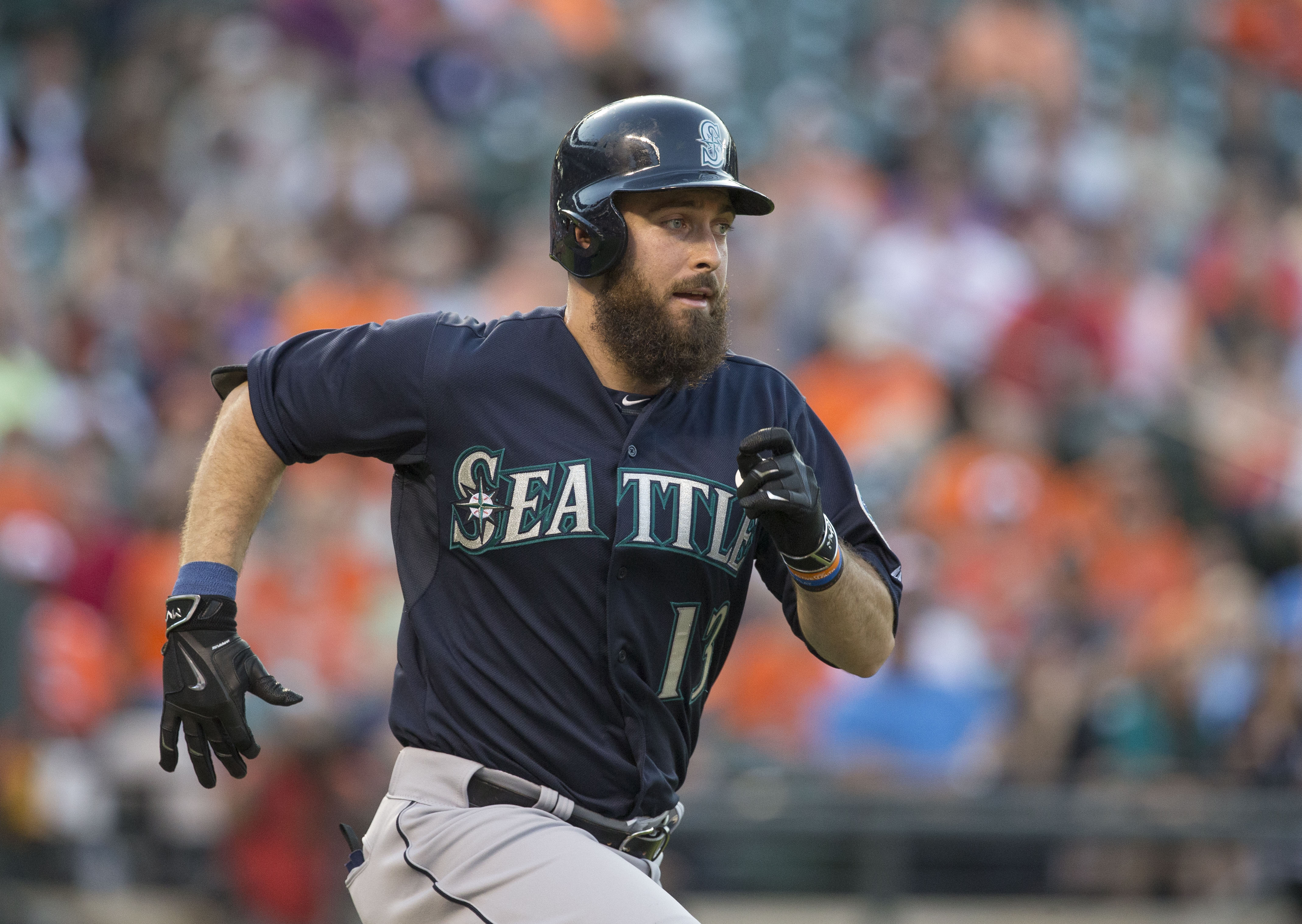
Dustin Ackley en mai 2015 avec les Mariners de Seattle.

Joueur à l'Université de Caroline du Nord, Dustin Ackley est le choix de deuxième ronde des Mariners de Seattle en 2009. Il est le second joueur drafté par un club du baseball majeur après la sélection de Stephen Strasburg par les Nationals de Washington. La sélection d'Ackley par Seattle survient un an après que le jeune athlète, au départ un joueur de premier but, ait subi une opération de type Tommy John pour guérir une blessure au coude droit.
Il amorce sa carrière professionnelle en ligues mineures en 2010 et gravit très rapidement les échelons pour obtenir une première chance dans les majeures dès la saison 2011.
En janvier 2011, MLB.com le classe cinquième dans la liste des athlètes les plus prometteurs, devancé seulement par Mike Trout, Jeremy Hellickson, Bryce Harper et Domonic Brown.
Ackley, devenu joueur de deuxième but dans les rangs mineurs en 2010, dispute son premier match avec les Mariners de Seattle le 17 juin 2011. Il amorce au deuxième coussin le match de son équipe face aux Phillies de Philadelphie et obtient dès sa première présence au bâton un premier coup sûr dans les majeures, aux dépens du lanceur étoile Roy Oswalt. Le lendemain 18 juin, toujours contre les Phillies, il réussit contre Vance Worley son premier coup de circuit. Il complète sa première saison avec 6 circuits et 36 points produits en 90 matchs, et une moyenne au bâton de ,273. Il termine 6e au vote désignant la recrue de l'année dans la Ligue américaine.

### Yankees de New York
Le 30 juillet 2015, les Mariners échangent Dustin Ackley aux Yankees de New York contre le voltigeur Ramón Flores et le lanceur droitier José Ramírez.